# WASP-86
WASP-86, KELT-12 — одиночная звезда в созвездии Геркулеса на расстоянии приблизительно 1213 световых лет (около 372 парсек) от Солнца. Видимая звёздная величина звезды — +10,59m. Возраст звезды определён как около 0,8 млрд лет.
Вокруг звезды обращается, как минимум, одна планета.

## Характеристики
WASP-86 — жёлто-белая звезда спектрального класса F7V, или F7. Масса — около 1,239 солнечной, радиус — около 2,37 солнечного, светимость — около 6,524 солнечной. Эффективная температура — около 6125 K.

## Планетная система
В 2016 году группой астрономов, работающих в рамках программы SuperWASP, и в 2017 году группой астрономов проекта KELT-North было объявлено об открытии планеты KELT-12 b.